# DS-P1-Yu Nº 2
O DS-P1-Yu Nº 2 foi um satélite artificial soviético lançado ao espaço no dia 12 de fevereiro de 1965 através de um foguete Kosmos a partir de Kapustin Yar. O satélite foi perdido após o segundo estágio do foguete lançador sofrer uma falha.

## Objetivo
O DS-P1-Yu Nº 2 foi o segundo membro da série de satélites DS-P1-Yu. Sua missão era realizar testes de sistemas antissatélites e antimíssil soviéticos.